# Кругсдорф
Кругсдорф (нім. Krugsdorf) — громада в Німеччині, розташована в землі Мекленбург-Передня Померанія. Входить до складу району Передня Померанія-Грайфсвальд. Складова частина об'єднання громад Юкер-Рандов-Таль.
Площа — 8,34 км2. Населення становить 456 ос. (станом на 31 грудня 2020).
| Рік  | Населення |
| ---- | --------- |
| 1991 | 355       |
| 1995 | 326       |
| 2000 | 406       |
| 2005 | 420       |
| 2010 | 416       |
| 2015 | 409       |